# María Belén Velázquez Turnes
María Belén Velázquez Turnes és la jutgessa titular del Jutjat de Primera Instància i Instrucció núm. 2 de Ciutadella (Menorca). Nascuda a Vigo el 9 de febrer de 1964, va formar part de la 63ena promoció de l'escola judicial aprovant l'oposició al 2011, fent posteriorment un any de formació teòrica a Barcelona, fins que al juny de 2012 va començar les pràctiques a Vigo. Llicenciada per la Complutense de Madrid va compatibilitzar la preparació de les seves oposicions amb la seva tasca com a jutge substituta en jutjats de Porriño, Tui i Ponteareas i puntualment a Vigo.
Al 2013 va ser nomenada Jutge de Suport al JAT (jutge d'adscripció territorial) del Tribunal Superior de Justícia de Balears:
- Jutgessa de suport al Jutjat de 1ª Instància i Instrucció núm.2 de Ciutadella 2014[8]
- JA JAT del Jutjat del Penal núm. 9 de Palma (des de 23/03/2015 fins 16/06/2015)[9][10]
- Jutgessa de suport al J.A.T. del Jutjat de 1ª Instància núm. 2 d'Inca (des de 17/06/2015 fins 02/09/2015)[9]

El juliol de 2015 va passar a ocupar la plaça de Jutgessa d'Adscripció Territorial del Tribunal Superior de Justícia de Canàries, província de Santa Cruz de Tenerife. Tot i això, molt pocs mesos després, a l'octubre de 2015 passa a ocupar la plaça en el Jutjat de Primera Instància i Instrucció número 4 de Chiclana de la Frontera (Cadis), amb competència en matèria de Violència sobre la Dona.
I al setembre de 2018 passa a ocupar l'actual plaça en el Jutjat de Primera Instància i Instrucció número 2 de Ciutadella de Menorca, amb competència en matèria de violència sobre la dona. Aquí, li tocà instruir i desencallar el Cas Nerer.
Ha estat membre, com a vocal, de la Junta Electoral de Menorca per les eleccions europees de 2014 i per les eleccions general de 2019.